# Hélène Aldeguer
Hélène Aldeguer est une illustratrice et auteure de bande dessinée née au milieu des années 1990 et active à partir de la seconde moitié des années 2010.

## Biographie
Hélène Aldeguer étudie à l'École Estienne en section illustration, dont elle sort diplômée en 2015. Elle exerce comme illustratrice dans des médias en ligne spécialistes du Moyen-Orient ainsi que dans Rue89, qui lui donne 20 ans en 2014.
Elle participe en 2016 au concours jeunes talents à Angoulême avec Souvenir de la révolution, entre fiction et reportage, qui est retenu dans la sélection. En 2017, elle remporte le concours du prix Raymond Leblanc de la jeune création avec son projet Saïf, qui deux ans plus tard est publié sous le titre Après le Printemps : une jeunesse tunisienne (en), ; l'ouvrage reçoit le Prix étudiant de la BD politique.
Entretemps, en 2017, elle créé avec Alain Gresh, ancien rédacteur en chef du Monde diplomatique, une bande dessinée intitulée Un chant d'amour : Israël-Palestine, une histoire française. En 2020, elle livre Ce qui nous sépare.

## Œuvres
- Un chant d'amour : Israël-Palestine, une histoire française (dessin), scénario d'Alain Gresh, éd. la Découverte, 2017  (ISBN 978-2-7071-9377-3) (BNF 45288235)
- Après le Printemps : une jeunesse tunisienne (en), Futuropolis, 2018  (ISBN 9782754824347) (BNF 45578927)
- Ce qui nous sépare, Futuropolis, avril 2020  (ISBN 9782754828444)
- Manifestante, Futuropolis, août 2022  (ISBN 9782754832588)

## Récompenses
- 2017 : prix Raymond Leblanc de la jeune création pour Saïf
- 2019 : Prix étudiant de la BD politique pour Après le Printemps : une jeunesse tunisienne